# Cinéma équatorien

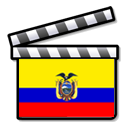
Cinéma équatorien

## Histoire du cinéma équatorien
Les premiers films sont tournés dans les années 1920, mais c'est seulement en 1950 qu'apparaît le premier film parlant. Dans les années 1960 plusieurs films sont réalisés en coproduction avec le Mexique. Des étrangers tournent quelques films au cours des deux décennies suivantes, mais la production nationale reste modeste : on dénombre 17 longs métrages entre 1924 et 1999. 

## Films
- 1924 : Tesoro de Atahualpa (Augusto San Miguel)
- 1990 : La tigra (Camilo Luzuriaga)
- 1999 : Ratas, ratones, rateros (Sebastián Cordero)
- 2002 : Un titán en el ring (Viviana Cordero)
- 2004 : Investigations (Sebastián Cordero)
- 2006 : Qué tan lejos (es) (Tania Hermida)
- 2016 : Alba (Ana Cristina Barragán)

## Personnalités du cinéma équatorien

### Réalisateurs
- Sebastián Cordero
- Camilo Luzuriaga
- Tania Hermida

### Acteur
- Alban Carlos

## Institutions

### Revues
- Cine Ojo
- Cuadernos de Cinemateca

### Festivals
- Festival international de Cinéma de Cuenca (es) (FICC, 2002)
- Festival Internacional de Cine LGBT El Lugar Sin Límites (es) (2002)
- Festival cinématographique Latitude Zéro (Équateur) (es) (Guayaquil, Quito, Cuenca, depuis 2003)
- Festival Latinoamericano de Cine de Quito (es) (2013)

### Prix
- Prix Augusto San Miguel (es) (2006)

### Vidéo-reportages
- (es) Europa Latina TV: Réportage "Impulso" de Mateo Herrera
- (es) Europa Latina TV: Réportage "Tan lejos" de Tania Hermida

### Listes et catégories
- (en) Films, Films (par année)
- (en) Acteurs, Réalisateurs